# 석현초등학교
석현초등학교는 대한민국 경기도 용인시 기흥구에 있는 공립 초등학교이다.

## 학교 연혁
- 2009.01.02 석현초등학교 설립 인가
- 2009.05.01 석현초등학교 개교
- 2009.05.01 초대 송해주 교장 취임
- 2009.05.01 6학급 편성
- 2009.09.01 유치원 2학급 개원
- 2009.11.01 종일돌봄교실 1학급 운영
- 2010.02.11 제1회 졸업식(53명)
- 2010.03.01 영어 교과 특성화 학교 지정
- 2010.03.01 19학급 편성
- 2010.05.01 종일돌봄교실 2학급 증설 운영
- 2010.09.01 어학실 증설
- 2010.11.05 27학급 편성
- 2010.12.30 학력 우수교 교육장 표창
- 2011.02.18 제2회 졸업식(198명)
- 2011.03.01 특수학급 개원
- 2011.03.17 36학급 편성(특수반 포함)
- 2011.09.20 학교스포츠클럽 및 G-PAPS 체력왕 선발대회 우수교 교육장 표창
- 2011.10.15 제2컴퓨터실 증설
- 2011.12.30 학력 우수교 교육장 표창
- 2012.02.17 제3회 졸업식(198명)
- 2012.03.02 38학급 편성(특수반 포함)
- 2013.02.20 제4회 졸업식 (180명)
- 2013.03.01 38학급 편성(특수반)
- 2018.6.9 학생수 674명